# La Vierge recommande la ville de Sienne à Jésus
La Vierge recommande la ville de Sienne à Jésus (en italien : La Vergine raccomanda la cittá di Siena a Gesú) est le sujet d'une tavoletta di Biccherna — plaque de reliure en bois — peinte par Neroccio di Bartolomeo de' Landi en 1480.

## Histoire
L'usage s'est établi à Sienne de faire illustrer par des peintres les tablettes en bois entre lesquelles sont reliés des cahiers de parchemin où les notaires enregistrent les comptes de la Biccherna — gérés par le camerlingue, lui-même désigné par les autorités de la Commune pendant six mois — et archivées ensuite dans les Archivio di Stato di Siena.. La Commune commande occasionnellement la décoration de ses plaques de reliure à de grands peintres : la couverture de la Gabella de l'année 1344 est d'Ambrogio Lorenzetti notamment. Celle de la présente tablette, le registre de la Gabella de l'année 1480, est attribuée par Bernard Berenson, Emil Jacobsen, Lucy Olcott et Allan Stuart Weller entre autres à Neroccio di Bartolomeo de' Landi,,. Michele Maccherini suggère une probable commande de l'oncle de Neroccio, Iacomo di Benedetto di Neroccio alors magistrat en activité dont le blason et le nom apparaissent sur la tablette.
La Gabella est depuis le début du XIIIe siècle un organisme de perception subordonné à la Biccherna qui devient progressivement un service autonome. Son rôle est de tenir à jour les nombreuses gabelles ou taxations directes et indirectes de Sienne et de son contado: péages aux portes de la ville, par exemple.
Au début de chaque mois, les magistrats tiennent compte des revenus et des dépenses du mois précédent devant le Conseil général. Ils sont assistés par quelques officiers (scriptores et pulitiatores) et par un notaire qui s'occupe de la mise en vente des revenus annuels des gabelles régulièrement affermées par enchères depuis 1290.

## Iconographie
Le sujet principal de cette tavoletta di Biccherna  montre la profonde dévotion de la ville de Sienne pour le culte marial, culte inauguré à partir du XIIe siècle. En effet, un sceau de cette époque montre la ville accompagnée de la Vierge à l'Enfant avec la phrase suivante : Salvet Virgo Senam veterem quam signat amenam (« Que la Vierge conserve la Sienne antique qu’elle-même rend belle »). À partir de la bataille de Montaperti, Sienne est définitivement sous la protection de la Vierge de l'Assomption : Sena vetus civitas Virginis (« Antique Sienne, ville de la Vierge ») est une inscription gravée sur les pièces de monnaie dès le début de 1279,. La dévotion envers Marie devient dès lors un signe d’identité culturel.
L'intervention de la Vierge comme sainte patronne de la cité est alors systématiquement invoquée lorsque surviennent des catastrophes comme des épidémies, des tremblements de terre, des guerres ou pour s'en prémunir comme cela semble être le cas ici avec l'utilisation apotropaïque de son image. Au cours du siècle, Sienne a été frappée par une série de séismes notamment entre 1466 et 1467. D'autre part, le débarquement et l'occupation à partir d'août 1480 des armées turco-ottomanes à Otrante, dans les Pouilles constituent  une source de craintes partagée par Sienne et par l'ensemble des états de la péninsule italienne. La Vierge est alors protectrice de la ville mais également, en confiant Sienne à Jésus, une médiatrice privilégiée aussi bien pour la cité que pour ses habitants qu'elle rassemble derrière ses murs.

Détails
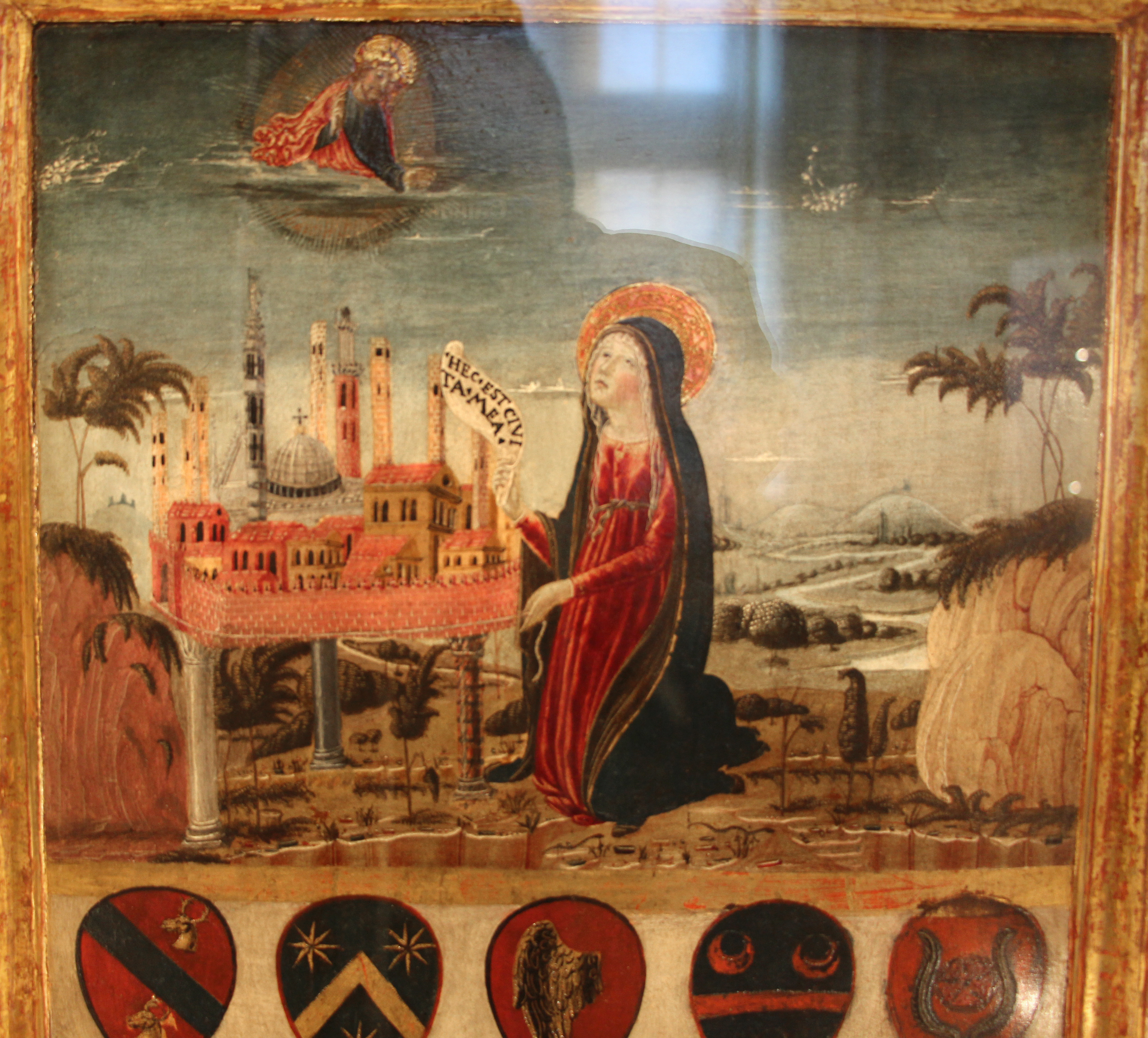
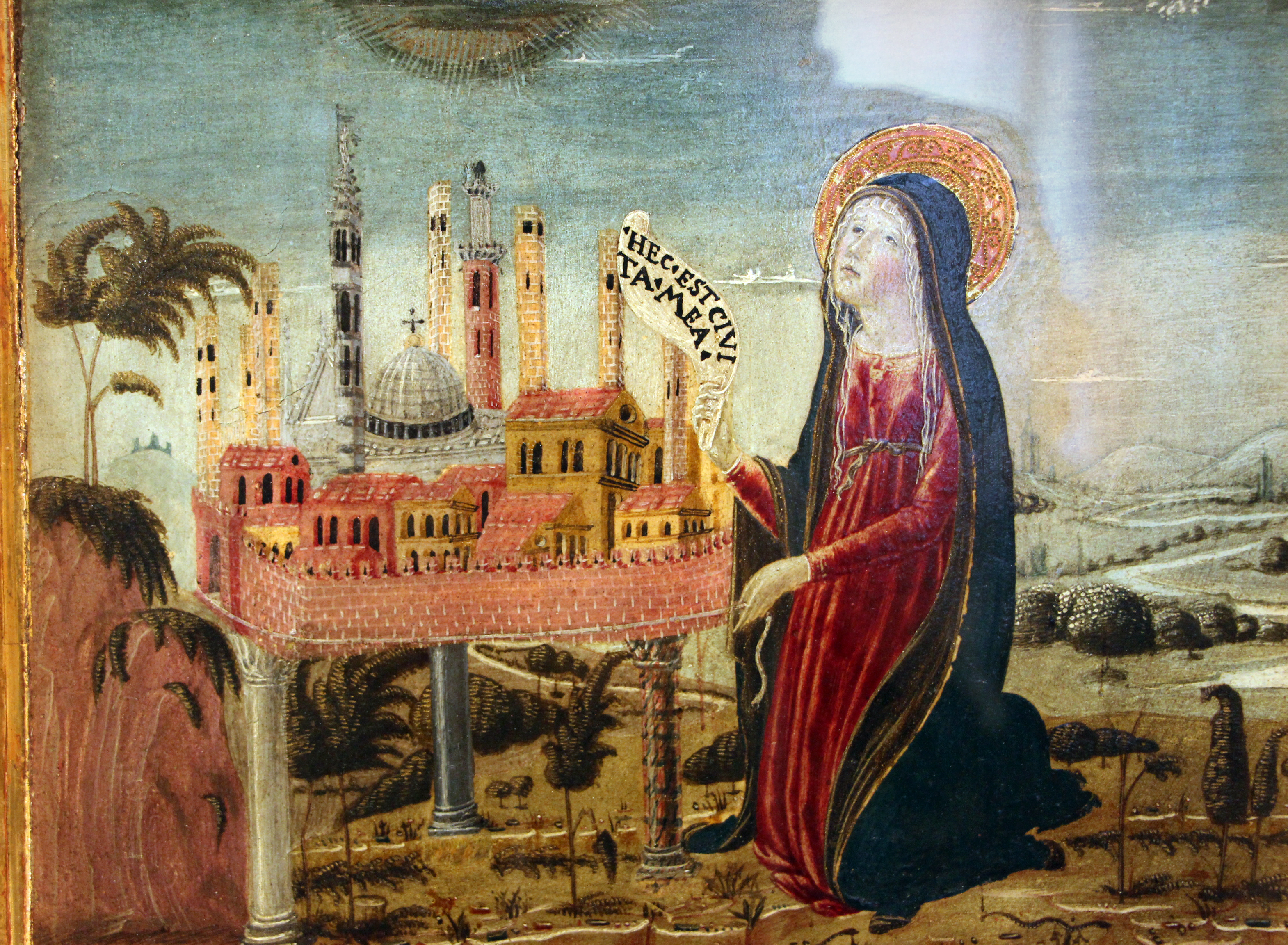
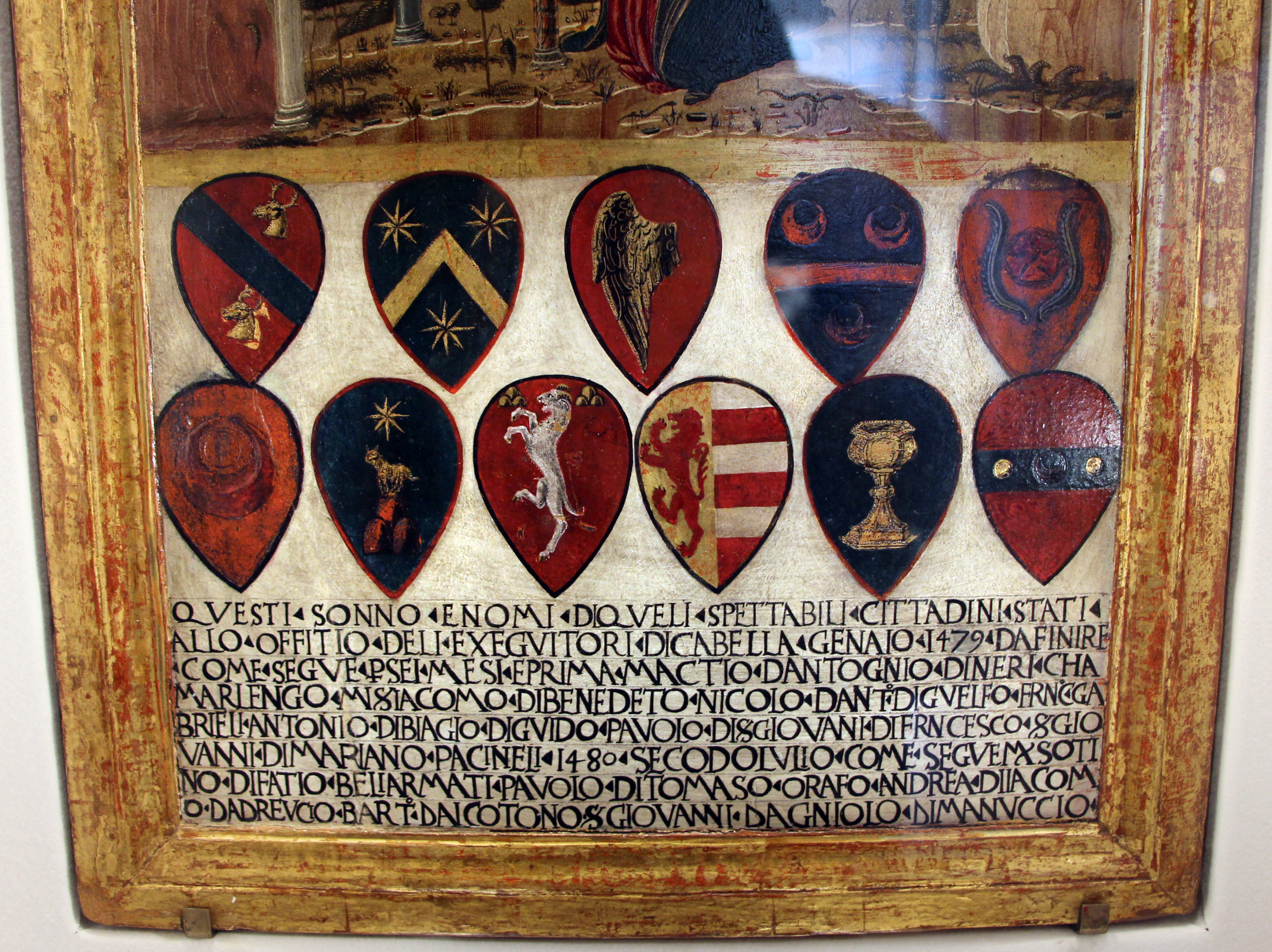

## Description

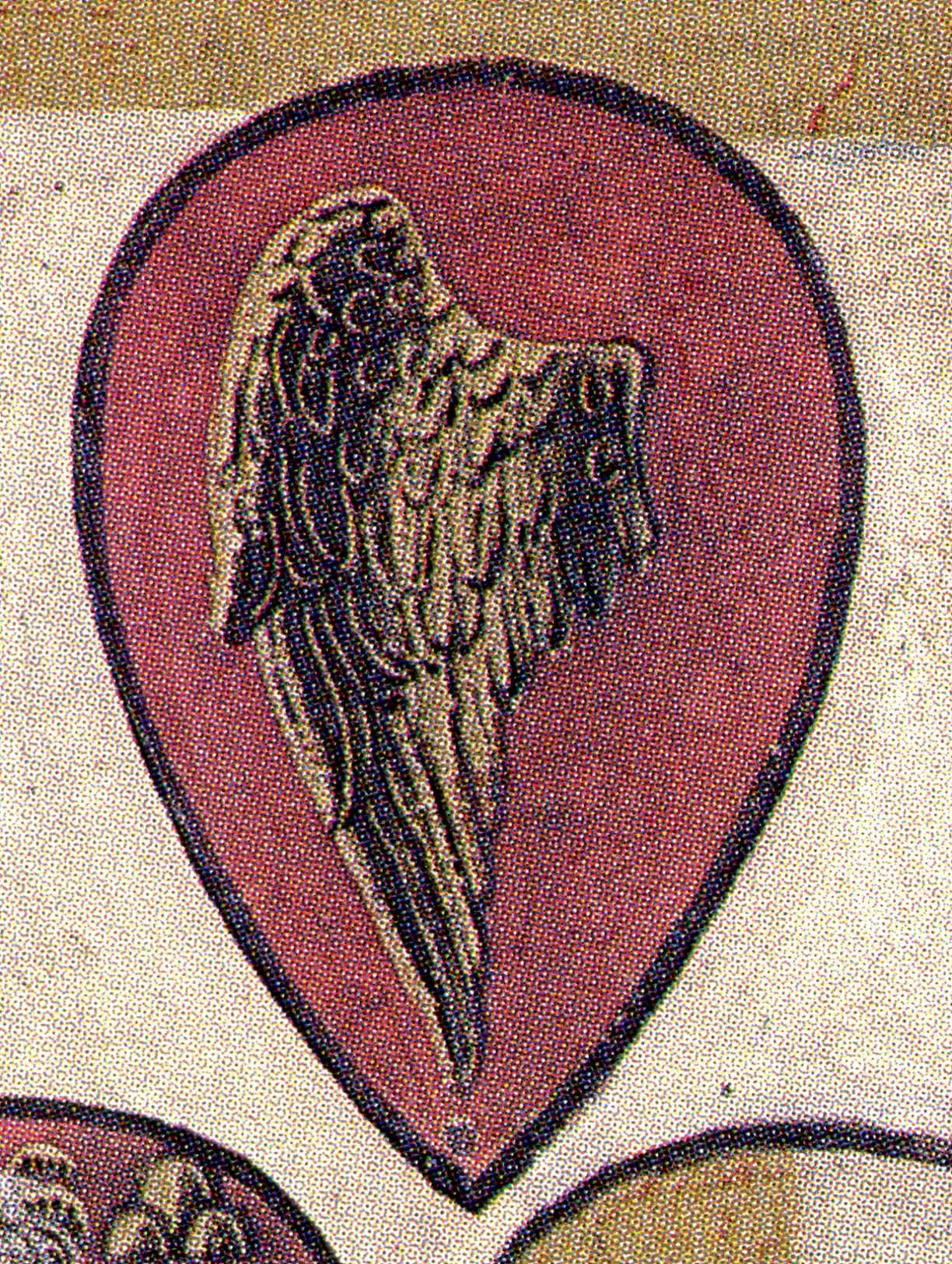
Détail d'une des onze armes des magistrats (de gueules, au demi-vol abaissé d'or).

La partie supérieure de la tablette représente la Vierge Marie dans un mouvement d'imploration, agenouillée et levant les yeux vers un ciel serein dans lequel apparaît Jésus circonscrit par des rayons dorés. Devant elle, se dresse la ville de Sienne résumée à ses monuments civils et religieux les plus représentatifs : ses murs, le Duomo, ses tours dont la Torre del Mangia, quelques demeures de familles nobles. Marie tient dans sa main droite un phylactère sur laquelle est portée l'inscription en latin HEC EST CIVITAS MEA (« ceci est ma ville ») tout en enserrant autour des murs de la ville une corde d'or symbolisant la paix et sa protection. Sienne — intacte — est surélevée par trois colonnes de couleurs blanche, noire et dorée, allusion probable aux couleurs de la Commune tandis que la surface du sol accuse de profondes crevasses. À droite, un aperçu sommaire du contado avec une végétation parcellaire, une route (via Francigena) et à l'horizon, les Crêtes siennoises.
En dessous de la scène mariale, un espace horizontal comprend sur deux lignes les onze armes des magistrats en fonction cette année-là (1480):  Martini, Landi, Guelfi, Tolomei, Paccinelli, Bellarmati, di Paolo di Tommaso, Monaturi, Cotoni, Azzurri et di Giovanni d’Agnolo di Mannuccio; également mentionnés dans l'inscription inférieure:
QUESTI SONNO E NOMI DI QUELI SPETTABILI CITTADINI STATI ALLO OFFITIO DE LI EXEGUITORI DI CABELLA GENAIO 1479 DA FINIRE COME SEGUE PER SEI MESI. E PRIMA MACTIO D’ANTOGNIO DI NERI CHAMARLENGO, MISSER IACOMO DI BENEDETO, NICOLO’ D’ANTONIO DI GUELFO, FRANCESCO GABRIELI, ANTONIO DI BAIGIO DI GUIDO, PAVOLO DI SER GIOVANI DI FRANCESCO, SER GIOVANNI DI MARIANO PACINELLI. 1480 SECODO LULIO COME SEGUE: MISSERE SOTINO DI FATIO BELLARMATI, PAVOLO DI TOMMASO ORAFO, ANDREA DI IACOMO D’ADREUCIO, BARTOLOMEO DAL COTONO, SER GIOVANNI D’AGNIOLO DI MANUCCIO.